# Bristol Downs Football League
De Bristol Down Football League is een Engelse voetbalcompetitie uit de stad Bristol. De hoogste klasse is gelijk aan het 21ste niveau in de voetbalpiramide en de 4de klasse is op het 24ste en laagste niveau van het hele land van waar een team in theorie helemaal kan promoveren naar de FA Premier League. De Down League levert clubs voor de Bristol and District League die op een hoger niveau staat. De competitie is vrij uniek, alle wedstrijden worden gespeeld op dezelfde plaats namelijk de grote open plaats, bekend als Bristol Downs. 

## Geschiedenis
Het georganiseerde voetbal in Bristol ontstond al in de jaren 1880, en rond diezelfde tijd werd er al voor het eerst op Downs gespeeld. De nieuwe tramroute van het stadscentrum naar de Blackboy Hill hielp hier bij. De Downs League werd in 1905 opgericht met 30 stichtende clubs, allen speelden ze al in de stad en de vele Downs-velden. Twee van de stichtende leden spelen vandaag de dag nog steeds in de League, St. Andrews FC en Sneyd Park FC. Sneyd Park speelde zelfs elk seizoen in de hoogste klasse. Clifton St. Vincents FC sloot zich in het 2de seizoen aan bij de League en speelt daar nu ook al meer dan 100 jaar.
De topclub uit de jaren 20 was Union Jack FC die 9 keer kampioen werd op 10 seizoenen en in 1925 zelfs het veel hoger geklasseerd Cheltenham Town kon verslaan met 3-6 in een FA Cup wedstrijd. Arsenal-ster Eddie Hapgood startte zijn carrière bij Union Jack alvorens een nationale vedette te worden. 
In de jaren 30 won Dockland Settlement FC 6 titels in 7 seizoenen. In de jaren na de Tweede Wereldoorlog was de league op zijn hoogste niveau toen vele spelers de league verlieten om professioneel te gaan spelen. 
Clifton St. Vincents won 6 titels in de jaren 50 maar het was St. Gabriels FC dat het record van 7 opeenvolgende titels van Union Jack evenaarde tussen 1969 en 1975. In de recente geschiedenis zijn Clifton St. Vincents en Sneyd Park de dominante clubs. 
Er spelen 50 clubs in 4 divisies. Er bestaan ook 2 bekercompetities, de Norman Hardy Cup (voor teams uit de eerste en tweede divisie) en de All Saints Cup (voor teams uit de derde en vierde divisie). BBC Bristol houdt de interesse voor de League hoog met nieuws en zelfs videobeelden op de website (vrij ongewoon voor een competitie op dit niveau).